# Église Saint-Aignan de Grivesnes
L'église Saint-Aignan de Grivesnes est située dans le village de Grivesnes, au sud du département de la Somme.

## Historique
La construction de cette église se déroula de 1835 à 1842. Le clocher fut construit plus tard, entre 1867 et 1875, sous la direction de l'architecte amiénois, Paul Delefortrie.
L'église souffrit des combats en 1918 lors de la bataille d'Amiens. Le clocher fut décapité et la coupole s'effondra. C'est l'architecte Louis Duthoit qui assura la reconstruction de l'édifice, employant le béton, à partir de 1922.
L'église en totalité et son décor intérieur, y compris la cour clôturée devant l'entrée, sont protégés au titre des monuments historiques : classement par arrêté du 29 mars 2005.

## Caractéristiques

### Extérieur
L'église a été construite en brique et pierre, sur les plans du vicomte Antoine Louis Gabriel de La Myre, en style néo-classique. L'architecture extérieure est singulière : l'église a un plan quasiment carré, avec un transept tronqué, surmonté d'un dôme en demi-sphère, architecture très inspirée des églises grecques ou byzantines, ce qui lui confère une certaine originalité. Ludovic de La Myre, qui avait hérité de l'église, en fit don à la commune, en 1890.
Accolé à l'église, se trouve le caveau toujours utilisé de la famille de Beaurepaire de Louvagny, où sont ensevelis les membres de la famille.

### Intérieur

#### Mobilier liturgique
L'intérieur fut décoré par les frères Duthoit qui réalisèrent « La Gloire du Cœur de Jésus » du chœur, le maître-autel et les deux autels latéraux.

#### Orgue
C'est la famille de Beaurepaire de Louvagny qui offrit un orgue à l'église. Malheureusement cet orgue fut détruit pendant la Première Guerre mondiale. En 1928, la commune de Grivesnes acheta un orgue à la maison Convers & Cie, successeur de la maison Mutin-Cavaillé-Coll. L'orgue de Grivesnes provient de la Sorbonne, il a été construit au XIXe siècle par Aristide Cavaillé-Coll.